# Aeropedellus arcticus
Aeropedellus arcticus är en insektsart som beskrevs av Morgan Hebard 1935. Aeropedellus arcticus ingår i släktet Aeropedellus och familjen gräshoppor. Inga underarter finns listade i Catalogue of Life.